# Никаччи, Руфино
Отец Руфино Никаччи (итал. Rufino Niccacci; 19 марта 1911, Дерута, Умбрия — 16 октября 1976, Дерута, Умбрия) — итальянский священник Римско-католической церкви, францисканец, общественный деятель. Праведник народов мира (29 апреля 1974).

## Биография
Руфино Никаччи родился 19 марта 1911 года в Дерутае.
Во время Второй мировой войны он был хранителем монастыря Сан-Дамиано в Ассизи. Отец Руфино Никкаци занимался спасением тысяч евреев. Для этого он добывал фальшивые документы, а также находил различные места укрытия как в мужских так и в женских монастырях. В монастырях он маскировал евреев под монахов и монахинь. Немаловажным моментом было и то, что несмотря на укрывание евреев в монастырях, Руфино Никаччи заботился и о сохранении религии евреев. Как один из примеров можно упомянуть то, что в 1943 году в Ассизи был отмечен Йом Кипур (Судный День), а одном из женских католических монастырей монахини для евреев приготовили трапезу после завершения поста.
После войны Никаччи создал небольшое поселение для обездоленных христианских и еврейских семей в Монтенеро, за пределами Ассизи.
В 1974 году Руфино получил медаль Праведника народов мира, предоставляемую государством Израиль. Он стал одним из первых итальянцев, кто получил столь высокую честь.
Скончался 16 октября 1976 года в Дерутае. Он хотел пожертвовать свои органы и быть кремирован, в знак солидарности с миллионами жертв Холокоста, однако это было невозможно.
История жизни стала вдохновением для романа «Assisi Clandestina» опубликованном в 1978 году. Впоследствии вышел и фильм «Assisi Underground» вышедший в 1985 году (в котором Отца Руфино играет Бен Кросс). Именем священника названа улица в его родном городе.
11 апреля 1983 года президент США Рональд Рейган во время своей речи отметил: 

Живописный город Ассизи, Италия, приютил и защитил 300 евреев. Отец Руфино Никаччи организовал сокрытие людей в своем монастыре и в домах прихожан. Слово брошенное единственным информатором могло бы стать причиной того, чтобы всю деревню сослали в лагеря